# Едхем Карабеговић
Едхем Карабеговић Леда (Бања Лука, 6. август 1906 — Јошавка, 1. април 1942) био је припадник НОП.

## Биографија
Био је обућарски радник. Примљен је у СКОЈ 1926, а у КПЈ 1930. године. Био је члан бањалучког Мјесног комитета СКОЈ-а (1931–1934) и Мјесног одбора Црвене помоћи (1934–1936). Средином тридесетих година биран је и у Мјесни међуструковни одбор Уједињеног радничког синдикалног савеза Југославије, у управни одбор Радничког КУД-а „Пелагић“ и у управу бањалучке подружнице Савеза кожарско-прерађивачких радника. Послије полицијске провале бањалучке комунистичке организације у септембру 1936, суђено му је пред Државним судом за заштиту државе у Београду, али је ослобођен усљед недостатка доказа. Од јануара до краја марта 1941. био је интерниран у војни логор Међуречје код Ивањице. Био је припадник Бањалучког партизанског одреда, те први командант, а затим замјеник команданта 3. одреда за Босанску Крајину, односно каснијег Мањачког батаљона. Почетком 1942. пребачен је на средњобосански сектор, гдје је кратко био политички комесар Булетићке чете, а затим члан Штаба 4. крајишког партизанског одреда. Погинуо је приликом напада четничких јединица. Његови земни остаци сахрањени су на Партизанском спомен-гробљу у Бањој Луци